# 진행형 슈팅 게임
진행형 슈팅 게임(영어: Shoot 'em up, shmup, STG)은 액션 게임의 부류인 슈팅 게임의 하위 장르다. 진행형 슈팅 게임을 구성하는 게임 디자인 요소에 대한 완전한 합의는 없는데, 일각에서는 특정 이동만 할 수 있는 비행체가 나오는 게임으로 한정하나 다른 한 편으론 정의를 더 넓혀 다양한 시점 및 지면 위를 움직이는 캐릭터도 포함하는 경우도 있다.
진행형 슈팅 게임의 시초는 초기 메인프라임 게임 《스페이스워! (1962)》를 비롯한 초창기 슈팅 게임에서 찾을 수 있다. 이후 1987년 아케이드 게임 《스페이스 인베이더》는 진행형 슈팅 게임의 형식을 정립해 장르의 발판을 마련하며 수많은 모방작을 양산했다. 이후 1979년 작품 《아스테로이즈》와 《갤럭시안》같은 게임들 통해 장르는 더더욱 발전했다. 진행형 슈팅 게임은 1980년대부터 1990년대 초반까지 스크롤 슈팅 게임, 런 앤드 건 게임, 레일 슈팅 게임 등의 하위 장르가 발달하면서 대중적인 인기를 누렸다. 1990년대 중반부터는 대중문화에서 자리를 내주면서 일본의 슈팅 게임 마니아 등을 공략하는 틈새 시장으로 변화했다. 슈팅 게임의 하위 장르 탄막 슈팅은 무수히 많은 발사체들이 나오는 것이 특징이다.

## 정의
진행형 슈팅 게임은 영어로 "슛 뎀 업 (shoot 'em up)", 약자로 "shmup"로 표기한다. 일본에서는 영어 단어 '슈팅 게임'의 줄임말 "STG"로 칭한다. 진행형 슈팅 게임은 플레이어가 다수의 적을 상대로 발사체를 회피하며 원거리 공격으로 격추하는 게임으로 주로 정의한다. 플레이어의 반응 시간이 짧을수록 게임의 목표를 성공하는 데 도움이 된다.

## 종류

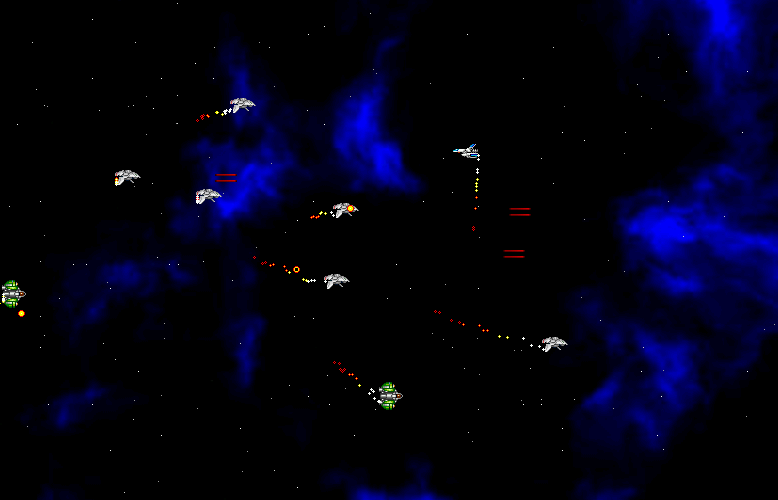
횡스크롤 진행형 슈팅 게임 《프로젝트 스타파이터》

진행형 슈팅 게임은 카메라 시점이나 이동방법같은 디자인 요소로 구분한다.
- 고정형 슈팅 게임(Fixed shooter)은 플레이어와 적 모두 한 화면 내에서 등장하며 이동을 비롯한 모든 요소가 이 화면에서만 이뤄진다. 일부 게임에선 플레이어나 적이 한 축방향으로만 이동하게 제한한다.[7]
- 레일 슈팅 게임(Rail shooter)에서는 플레이어가 화면에서 움직이는 동안 정해진 경로에 따라 이동한다.[8]

### 스크롤 슈팅 게임
- 종스크롤 슈팅 게임(Vertically scrolling shooter)은 게임 내 진행 및 화면이동이 종스크롤, 즉 위아래로 이뤄진다.
- 횡스크롤 슈팅 게임(Side-scrolling shooter, horizontal scrolling shooter)은 게임 내 진행 및 화면이동이 횡스크롤, 즉 좌우로 이뤄진다.
- 런 앤드 건(Run 'n' gun)은 주인공이 발로 뛰며 움직이는 방식으로 진행한다. 대표 작품으로 《전장의 이리》, 《이카리 워리어즈》, 《콘트라》와 《메탈슬러그》가 있다.

### 탄막 / 총알 지옥

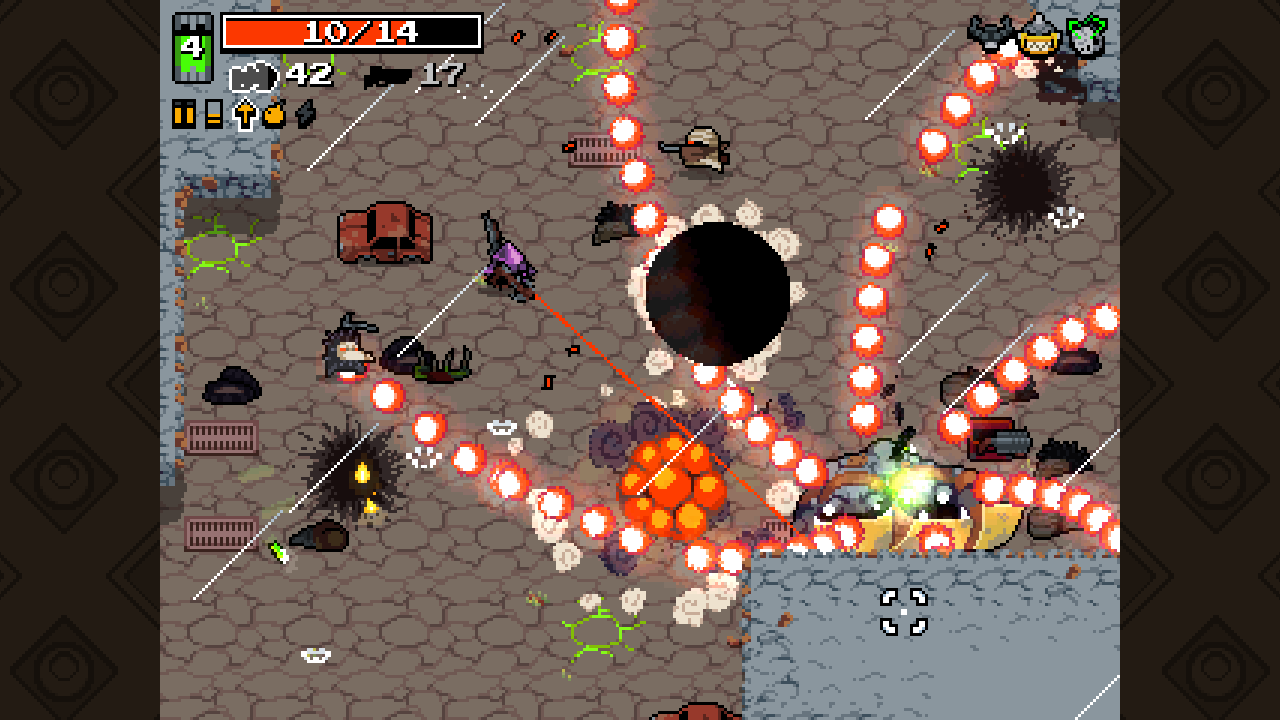
탄막 게임 《뉴클리어 쓰론》

탄막(弾幕) 혹은 총알 지옥(Bullet hell)은 슈팅 게임의 하위 장르로, 화면 전체에 적의 발사체가 가득 채우는 사건이 빈번한 게임들을 가리킨다. 1990년대 중반 경, 주류 슈팅 게임에서 벗어난 형태로 나타났다.

## 같이 보기
- 진행형 격투 게임
- 우주 비행 시뮬레이션 게임